# 玉局
玉局（たまのつぼね、生年不詳 - 慶長20年5月8日（1615年6月4日））は、安土桃山時代の女性。淀殿の侍女であり、豊臣秀頼の乳母である。阿玉局とも。

## 人物
湯川孫左衛門（元京極高次の家臣か）の姉。1615年6月4日大坂夏の陣において秀頼ら32名と共に大坂城内山里丸付近で自刃する。